# Distretto municipale di Ejura Sekyedumase
Il distretto municipale di Ejura Sekyedumase (ufficialmente Ejura Sekyedumase Municipal District, in inglese) è un distretto della regione di Ashanti del Ghana.